# Fondant routier

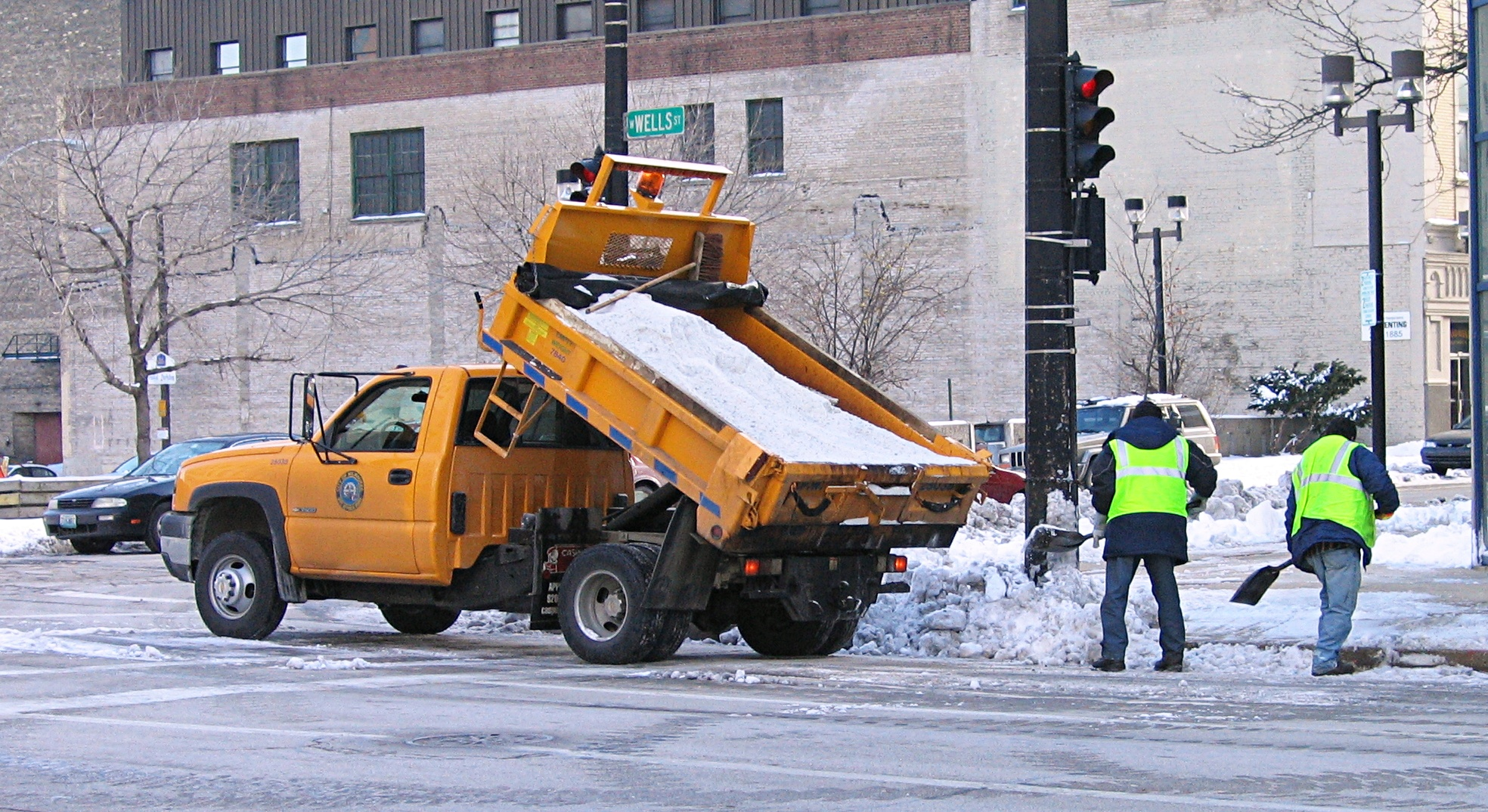
Camion de salage

Un fondant routier est un produit utilisé dans l’action de salage des routes en période hivernale. Il a pour effet de faire fondre la pellicule de glace ou la neige compactée et durcie accumulée sur le revêtement des chaussées des suites des effets de phénomènes climatiques hivernaux et d’une température basse.
Il provient de la méthode thermique (sel ignigène), de gisements géologiques salifères (sel gemme) ou des marais salants (sel de mer récolté en salines ou salins), ou il s'agit de coproduit ou sous-produit industriel par exemple issu de la production de la potasse à partir de sylvinite en vue produire du chlorure de potassium (on parle alors de « sel thermique »). Le chlorure de sodium est le plus utilisé.

## Histoire
Si en France la saliculture date au moins de la Gaule pré-romaine, le sel n'a commencé à être vendu pour déneiger les routes qu'au début des années 1960. Mais son utilisation s'est depuis largement étendue, même si le réchauffement climatique devrait diminuer les besoins.

## Marché du sel de déneigement

### En France
Ce marché se constitue au début des années 1960 quand le sel a commencé à être utilisé pour déneiger les chaussées.
Dans les années 1980, l’offre est très concentrée (quasi-bipolaire avec seulement deux fournisseurs : la C.S.M.E. et la S.C.P.A qui fournissent 90 à 99 % du sel, Solvay fournissant le complément) :
- Le sel thermique de la S.C.P.A, fabriqué et conditionné près de Mulhouse est mis sur le marché sous trois dénominations correspondent à trois qualités : le « tout-venant essoré » (teneur en NaCl de 84 à 88 %), le « standard essoré », le plus vendu, contenant 90 à 92 % de NaCl et le « standard séché ».
- Le sel gemme de la C.S.M.E. a deux origines : celui issu de la mine de sel de Varangéville (aux abords de Nancy), étiqueté « sel spécial déneigement », est un peu moins pur que le « standard essoré » de la S.C.P.A. Il est aussi vendu en « qualité supérieure » alors dénommé « n° 4 calibré ». La C.S.M.E. vend aussi pour le déneigement du sel de mer récolté dans ses grands salins de Camargue, réputé très pur.
- Au début des années 1980, alors que les ventes moyennes annuelles sont 750 000 tonnes/an, trois grands groupes se partagent ce marché :  Solvay fournit environ 15 000 tonnes par an (2 % environ), le reste étant partagé entre les Salins et C.S.M.E (selon un accord tacite et illégal, montreront des documents saisis par la direction de la concurrence). Un rapprochement a eu lieu entre C.S.M.E. et Solvay, visant à ce que Solvay renonce totalement au marché du sel de déneigement au profit des deux grand producteurs[1].

- À la fin des années 1980, l'État et les départements achètent les deux tiers des sels de déneigement de France[1]. 
Le reste est acheté par les concessionnaires autoroutiers, les communes et certaines entreprises[1]. 
Chaque année, 80 % des ventes se font alors entre novembre et mars, principalement dans le Nord et de l'Est du pays. 
Ces ventes fluctuent annuellement selon la météo (presque du simple au double ; ex : 1 million de tonnes en 1979 contre 1 400 000 t en 1985,  512 000 tonnes en 1983 et 590 000 tonnes en 1984)[1] .
Le sel de mer est alors bien plus coûteux, mais il est apprécié par quelques acheteurs pour sa pureté. Son marché naturel est plutôt celui du sel alimentaire, mais une petite quantité est vendue pour le déneigement. 
Les fonctions des sels mis sur le marché sont assez similaires « surtout en ce qui concerne les qualités les plus vendues : le « spécial déneigement » de la C.S.M.E. et le « standard essoré » de la S.C.P.A ». Les choix des acheteurs se font donc en grande partie selon le prix final ou prix « rendu » qui est « égal au prix du produit au départ du lieu de production (prix « départ ») auquel s’ajoute le prix du transport. Ce dernier peut être d’un montant égal ou supérieur au prix « départ » lorsque le point de livraison est éloigné des lieux de production. Ceux-ci étant peu nombreux - un pour la S.C.P.A., deux pour la C.S.M.E. -, le prix du transport représente, en tout état de cause, une part importante du prix « rendu » consenti dans la plupart des régions, compte tenu, en outre, du caractère pondéreux et de la faible valeur du sel »[1] .
- En 1988, après plusieurs années d'enquête administrative, le Conseil de la concurrence, sur la base de documents saisis et d'une enquête administrative, constate et dénonce une entente illicite (sur les prix et/ou de stabilisation des parts respectives de marché), entente qui semble durer presque depuis le milieu des années 1970 où, après avoir adhéré au « Comité des salines de France » (syndicat professionnel créé pour défendre les intérêts des producteurs français de sel), la S.C.P.A (qui vendait son sel antérieurement bien moins cher que celui de la C.S.M.E.) s’est vu demander (en août 1974)  de la part de  la CSME de « limiter sa concurrence » (pièce n° 254, feuillets 54 à 58 cités par la direction de la concurrence) ; avec une « clause de tonnage : 50-50 % », « la S.P.C.A. considérant, quant à elle, que cette proposition « pourrait être à 60 % S.C.P.A., 40 % C.S.M.E. ».
 Au début de l’année 1976, les responsables des ventes du sel de déneigement de ces deux sociétés ont mis au point, ensemble, une étude qui divisait le territoire national en cinq zones et qui fixait les parts de marché devant être réalisées par les deux fournisseurs dans chaque département, à l’exception de ceux compris dans une zone dite « de tonnages marginaux » où les livraisons pourraient être « réalisées librement par l’un et l’autre producteur » [2])[1]. Le cumul des parts de marché départementales attribuées à chaque fournisseur devait aboutir à conférer à la S.C.P.A. 59,7 % des tonnages livrés et 40,3 % à la C.S.M.E ». 
L’entente comprenait un accord de répartition du marché (« Quotas sur le marché français du sel ») et des échanges d’informations sur les ventes (de 1976 ) 1984, selon le responsable des ventes de sel de déneigement de la S.C.P.A.[3].
 Le 3 mai 1988, le Conseil de la concurrence a infligé à la Société commerciale des potasses et de l'azote et à la Compagnie des salins du Midi et des salines de l’Est une sanction financière de 1 million de francs chacune[1]. Il a aussi enjoint au Groupement des producteurs de sel de la presqu’île de Guérande, la Coopérative des producteurs de l’île de Noirmoutier et la Coopérative agricole des producteurs de sel de la Charente-Maritime de mettre fin aux pratiques d’échanges d’informations sur les prix[1].
- Vers 2015 (selon le Comité des salines de France), le sel fait vivre près de 5 000 personnes environ (« 4 900 emplois directs et indirects en 2014, dont 4 500 uniquement en lien avec le sel issu de gisements souterrains »[4], principalement en Lorraine, Rhône-Alpes, Languedoc-Roussillon, Provence-Alpes-Côte d'Azur, Aquitaine, Poitou-Charentes, Pays de la Loire[4]) et la France en extrait ou produit 7 millions de t/an (dont 1 million de t/an de sel de mer), ce qui couvre 100 % des besoins en carbonate de sodium du pays et 70 % des besoins en sel cristallisé (industrie, agent fondant et sel de cuisine)[5]. la production augmente : +12 % pour le sel par dissolution (après une baisse de près de 3 % de 2013 à 2014[4]) et +11 % pour les sels cristallisés (+ 11 % de 2013 à 2014). 1/4 de ce sel est utilisé pour le déneigement (baisse de 32 % environ de 2013 à 2014). et la moitié par l'industrie. Seul 10 % environ est du sel alimentaire[4].

## Principes
Un fondant routier fait fondre la glace ou la neige accumulée sur la chaussée en abaissant le point de congélation de l'eau, selon la loi de la cryométrie.
Pour une quantité de fondant donnée, la quantité de glace fondue décroît avec l'abaissement de la température du mélange. À une certaine température limite, dite eutectique, il ne peut plus se former de solution de sel et la fonte cesse.

### Concentration eutectique
La concentration eutectique est la quantité de fondant nécessaire pour abaisser le point de congélation à la température eutectique. À cette température, la fonte est très lente. Si on ajoute trop de sel (c'est-à-dire si la concentration est supérieure à la concentration eutectique), les cristaux de sel sont précipités sans abaisser davantage le point de congélation. Ainsi, l'usage de trop de sel constitue un gaspillage car il diminue l'efficacité de la fonte de la glace par action chimique.

### Courbe de température
La chaleur nécessaire pour faire fondre la glace provient de l'air et de la chaussée, sous la couverture de glace ou de neige. Lorsqu'un fondant est d'abord ajouté à la glace, l'élimination de la chaleur nécessaire pour la fonte de la glace abaisse la température du mélange de glace et d'eau jusqu'à ce qu'elle soit égale à celle de la concentration de solution saline. Toutefois, à mesure que la glace fond, la concentration de sel diminue et la température d'équilibre augmente (c'est-à-dire que le point de congélation est supérieur). Il s'ensuit donc que la fonte de la glace par l'addition de fondant entraîne un abaissement initial de la température, suivi de l'accroissement graduel de la température au fur et à mesure que la glace fond.

### Propriétés physico-chimiques
Le tableau suivant présente les propriétés physico-chimiques de quatre sels inorganiques (le chlorure de sodium, le chlorure de calcium, le chlorure de magnésium et le chlorure de potassium) et des ferrocyanures utilisés comme sels de voirie.
| Substance                                                         | Utilisation spécifique                                                                                           | Poids moléculaire | Température eutectique | Température d'emploi (°C) | Solubilité dans l'eau (g/100 mL) (°C) |
| ----------------------------------------------------------------- | --- | ----------------- | ---------------------- | ------------------------- | ------------------------------------- |
| Chlorure de sodium, NaCl                                          | déglaçage des routes, anti-givrage et additif de déglaçage pour le sable                                         | 58,44             | −21 °C                 | 0 à −15 °C                | 35,7 à 0 °C                           |
| Chlorure de calcium, CaCl2                                        | déglaçage des routes, additif de déglaçage, anti-givrage, pré-mouillage, abat-poussière, construction des routes | 110,99            | −51,1 °C               | <−23 °C                   | 37,1 à 0 °C                           |
| Mélange de chlorure de sodium et de chlorure de calcium (80/20)   | déglaçage des routes, anti-givrage                                                                               |                   | s.o.                   | -12                       |                                       |
| Chlorure de magnésium, MgCl2                                      | déglaçage des routes, additif de déglaçage, anti-givrage des routes, abat-poussière                              | 95,21             | −33,3 °C               | −15 °C                    | 54,25 à 20 °C                         |
| Mélange de chlorure de sodium et de chlorure de magnésium (80/20) | déglaçage des routes                                                                                             |                   | s.o.                   | < -15                     |                                       |
| Chlorure de potassium, KCl                                        | agent de déglaçage de remplacement pour les routes                                                               | 74,55             | −10,5 °C               | −3,89 °C                  | 56,7 à 100 °C                         |
| Ferrocyanure de sodium, Na4Fe(CN)6•10H2O                          | additif anti-agglomérant                                                                                         | 484,07            |                        |                           | 31,85 à 20 °C                         |
| Ferrocyanure ferrique, Fe4[Fe(CN)6]3                              | additif anti-agglomérant                                                                                         | 859,25            |                        |                           | insoluble                             |

## Types de fondants routiers
Les fondants routiers sont de divers types.

### Chlorure de sodium
Le chlorure de sodium (NaCl) est le fondant le plus couramment utilisé tant en Europe qu’en Amérique du Nord[réf. nécessaire]. Il est formé (en % de la masse) d'environ 40 % de sodium et 60 % de chlore. En Amérique du Nord, des éléments en traces, y compris des métaux en traces, peuvent constituer jusqu'à 5 % du poids total du sel. Les substances qui peuvent être présentes sont le phosphore, le soufre, l'azote, le cuivre et le zinc.
Il ne peut être produit que par :
- extraction de sel gemme ;
- cristallisation de saumure obtenue après dissolution de sel gemme ou concentration d'eau de mer.

### Chlorure de calcium
Le chlorure de calcium (CaCl2) (en % de la masse, 36 % calcium et 64 % chlore) est le deuxième sel de voirie le plus utilisé en Amérique du Nord et en Europe. Au Canada, il est également le principal abat-poussière chimique en usage. Il est cependant plus toxique et écotoxique que le chlorure de sodium.

### Chlorure de magnésium
Le chlorure de magnésium (MgCl2) (en % de la masse, 26 % magnésium et 74 % chlore) est aussi utilisé comme fondant routier pour le déglaçage des routes. Au Canada ce sont entre 25 000 et 35 000 tonnes de chlorure de magnésium qui sont utilisées chaque année.

### Composés organiques
Divers produits organiques sont utilisés (notamment aux États-Unis) pour remplacer le sel. Leur mode de fonctionnement est similaire : les ions qu'ils libèrent abaissent le point de congélation de l'eau. Ils sont généralement moins nocifs pour la végétation mais plus chers à produire, et leur impact réel dans l'eau (en particulier la consommation d'oxygène[Quoi ?]) reste débattus. Les produits principaux sont listés ci-dessous, avec leur formule chimique typique.
- Acétate de calcium/magnésium (CaMg2(CH3COO)6)
- Acétate de calcium[7]
- Acétate de potassium (CH3COOK)
- Formiate de potassium (CHO2K)
- Formiate de sodium (HCOONa)
- Formiate de calcium (Ca(HCOO)2)
- Urée[8] (CO(NH2)2)

### Ferrocyanures
Des produits additifs, dits antimottants ou antiagglomérants, peuvent être utilisés pour éviter la reprise en masse. Les antimottants utilisables sont les hexacyanoferrates de sodium, de potassium, ou de calcium.
Le traitement antimottant est caractérisé par la teneur en ion hexacyanoferrate [Fe(CN)6]4−, exprimé en mg/kg de masse sèche de produit.

### Mélanges
Des mélanges de chlorures de sodium et de chlorures de calcium ou de magnésium peuvent aussi être envisagés.
Pour être plus efficaces, ces produits peuvent être utilisés en solution sous forme de :
- saumure ;
- bouillie de sel.

### Dérivés de composants organiques
Les premiers essais d'utilisation de résidus de composés organiques pour lutter contre le gel datent de 1987, en Hongrie ; il s'agissait alors de déchets de distilleries d'alcool (vodka). D'autres résidus organiques ont été testés, comme les déchets de production de farine de maïs, de vin ou de fromage, mais ils présentent cependant des inconvénients notables, comme les mauvaises odeurs issues de la poursuite de la fermentation. Des saumures de cornichons et du jus de pommes de terre sont également à l'essai.
Le jus de la betterave à sucre est utilisé comme fondant routier en Amérique du Nord depuis 2005. Son usage s'est répandu (en 2009, 2010 et 2011 pour Chicago, Montréal et Ottawa respectivement). Utilisé seul ou mélangé avec du chlorure de sodium, le jus de betterave est efficace jusqu'à -32 °C et permet de réduire l'impact des agents de déglaçage sur l'environnement et les infrastructures,.

## Impacts sur l'environnement
Dans les régions froides où ils sont abondamment utilisés, comme dans le nord du Canada, les fondants routiers affectent l'environnement en le salinisant. C'est par exemple une cause de régression ou disparition locale des saumons ou de certains amphibiens.
Le sel peut également affecter les arbres qui le captent via leurs racines et l'accumulent. Au-delà d'un certain taux, l'arbre meurt. Lors d'incendies de forêts ou dans les chaudières ou cheminées, la combustion de bois imprégné de sel est source d'organochlorés toxiques et parfois très stables (dioxines, furanes). Ainsi, en Colombie-Britannique (et au Nouveau-Brunswick) a-t-on calculé que la combustion de bois chargé de sel entraînait le rejet dans l'air de 8,6 grammes équivalent-toxique/an, soit 4,3 % du total national des émissions de dioxines et de furannes de l’inventaire des rejets dressé dans le cadre de la Loi canadienne sur la protection de l’environnement (LCPE).
C'est un impact plus anecdotique, mais on signale localement, des mammifères ayant appris à lécher les cristaux de sels protégés du lessivage sous la carrosserie ou qui se sont formés sur le pot d'échappement chaud. Il arrive alors que des animaux se coincent les cornes sous la carrosserie, ce qui est source de risques pour l'animal, pour le véhicule et pour les rangers qui doivent aider l'animal à se dégager.